# Ал-Калиди ал-Сафади
Ахмед ибн Мухамед ал-Калиди ал-Сафади (умро 1625) био је османски историчар и ханафијски муфтија од 1600 до 1625.
Најпознатији је био по томе што је био саветник Факхр ал-Дина II након што је именован за гувернера Сафада Санџака 1602.  Његова књига је важан савремени извор за живот Факхр ал-Дина и за историју Либана и Палестине под османском влашћу у периоду његовог живота.

## Биографија и дела
Ал-Калиди је био сунитски муслиман, родом из Сафада. Религијско образовање стекао је у ал-Азхару у Каиру, а потом је постао муфтија ханафијског фикха (школе исламске правне праксе) у свом родном граду. Ханафијски фикх је била школа османског званичништва. Након именовања Факхр ал-Дина, ал-Калиди је постао његов саветник.
Ал-Калиди је био практични дворски историчар Факхр ал-Дина. Једно од његових најважнијих дела био је високо информативан приказ каријере потоњег, Tarikh al-Amir Fakhr al-Din al-Ma'ni (Историја Емира Факхр ал-Дина ал-Ма'нија). Уредили су га и објавили под насловом Lubnan fi ahd al-Amir Fakhr al-Din al-Ma'ni al-Thani у Бејруту 1936. године.
Вероватно је написан на захтев Факхр ал-Дина у настојању да објасни своју оданост Османлијама преко свог ханефијског муфтије. Ал-Калиди је често користио везе са улемом (религиозним учењацима) из Дамаска како би посредовали између Фахр ал-Дина и беглербегова (провинцијских гувернера) Дамаска, чији су Сафад и Сидон-Бејрут били део. Његова књига је важан важан савремени извор за историју Либана и Палестине. Додатак ове књиге укључују наводна Калидијева запажања о Европи из његовог времена у Фиренци када је био у егзилу са Факхр ал-Дин-ом. Ако је аутентичан, представљао би један од ранијих османских арапских списа из прве руке у Европи, европског образовниог система, банкарства, пољопривреде и штампарије. Историчар Абдул-Рахим Абу-Хусеин сматра да је његова аутентичност „сумњива“.
Ал-Калиди је био угледни арапски песник и лингвиста, на шта указује и његова преживела поезија. Његово друго, раније важније дело било је Tawq al-Hamamah fi al-Nasab li Muluk al-Ajam wa al-Arab, које није објављено. Такође је написао коментар Alfiyyat Ibn Malik,  књигу о метрици и извештаје о својим путовањима.